# سیارک ۱۶۱۱۲
سیارک ۱۶۱۱۲ (به انگلیسی: 16112 Vitaris، نامگذاری:1999XK13) شانزده هزار و صد و دوازدهمین سیارک کشف شده‌است که در ۵ دسامبر ۱۹۹۹ کشف شد.
قدر مطلق سیارک برابر ۱۲.۹ است.